# アルベルト・モンディ
アルベルト・モンディ（Alberto Mondi、1984年1月17日 - ）は、韓国で活動するイタリアの芸能人、ビジネスマン。 2013年、フィアット・クライスラーに入社。
2016年、イタリア建国功労勲章を受勲。

## 出演

### テレビ番組
- 2014年 - 『アブノーマル会談』
- 2015年 - 2016年『私の友人の家はどこなのか』
- 2016年『チャイナはトオル』

### 映画
- 2013年『サスペクト 哀しき容疑者』 - 外信記者役